# دیویس آگسا
دیویس آگسا (انگلیسی: Davis Agesa؛ زادهٔ ۲۷ دسامبر ۱۹۹۵) بازیکن فوتبال اهل کنیا است که در پست مهاجم بازی می‌کند. او که در گذشته در تیم‌های لیگ برتر کنیا، نایروبی سیتی استارز و اف سی تالانتا بازی می‌کرد. او اکنون در تیم دسته دومی کنیا ، ام‌سی‌اف بازی می‌کند. 